# Minarett-Nunatak (Viktorialand)
Der Minarett-Nunatak ist ein 2115 m hoher Nunatak im ostantarktischen Viktorialand. Er ragt 1,5 km westlich des Burkett-Nunatak aus den Monument-Nunatakkern auf.
Die Nordgruppe der New Zealand Geological Survey Antarctic Expedition (1962–1963) benannte ihn nach seiner äußeren Erscheinung, die an ein Minarett erinnert.